# بخش راسووا
بخش راسووا (به لاتین: Rasuwa District) یک بخش در نپال است که در استان شماره ۳ واقع شده‌است. بخش راسووا ۱٬۵۴۴ کیلومتر مربع مساحت و ۴۳٬۳۰۰ نفر جمعیت دارد.